# エキデン・ガールズ
『エキデン・ガールズ』はラインファーム・原作、和智正喜・著、いけだじゅん・画のライトノベル作品。学習研究社・メガミ文庫刊。

## ストーリー
長倉学園高等部の本多昌虎は、1年生ながら男子陸上部のエーススプリンターとして将来を嘱望されていた。ところが、地元で崇敬を集めている神様〈イダテン様〉が祀られている韋駄天山に『快足祈願』で登った際に不注意で〈イダテン様〉の祠を壊してしまい、"鈍いの呪い"を掛けられてしまう。
地区予選で100mを22.01秒と惨憺たる成績に終わり、他の部員から凍り付くような視線を浴びせられた帰り道。昌虎の前に〈イダテン様〉が現れる。そして昌虎は〈イダテン様〉から呪いを解いて欲しければこの街で年2回行われる伝統行事「乙女駅伝」に5人の美少女を集めて参加しろとの条件を突き付けられ、自らは監督として5人の選手を集め「乙女駅伝」に参加すべく奔走することになってしまう。

## 登場人物
本多 昌虎（ほんだ まさとら）
長倉学園高等部1年生。中等部時代から男子陸上部のエーススプリンターとして頭角を現し、高等部でも引き続き活躍が期待されていたが才能を鼻に掛けて浮かれていた所で〈イダテン様〉に呪いを掛けられてしまい、思うように走れなくなってたちまち部内はもとより校内での名声を失ってしまう。その後、〈イダテン様〉から呪いを解いて欲しければ5人の美少女を集めて伝統行事「乙女駅伝」に参加しろとの条件を突き付けられ、幼馴染みの皆川夏澄からも協力を得て「長倉学園高等部女子駅伝団」を結成、自らは監督に就任する。
イダテン様（ - さま）
長倉市で崇敬を集めている神様。快足に利益が有ると伝えられ、長倉学園陸上部では韋駄天山に登って「快足祈願」を行うことが新年度の恒例行事となっているが、集団登山をさぼって1人で願掛けに来た昌虎が不注意で祠を壊したことに怒り"鈍いの呪い"を掛ける。
古くは鎌倉時代から伝わるとも言われる伝統の奉納行事「乙女駅伝」が近年はすっかり寂れて参加者が中高年の2チームのみになってしまったことを嘆いており、昌虎に呪いを解いて欲しければ5人の美少女を集めて「乙女駅伝」に参加しろと要求する。

### 長倉学園女子駅伝団
皆川 夏澄（みながわ かすみ）
長倉学園高等部1年生。昌虎とは幼稚園時代からの幼馴染みで、総合病院の一人娘。ただ1人、〈イダテン様〉に"鈍いの呪い"を掛けられ醜態を晒した昌虎の身を案じていたことが原因で女子陸上部長と対立した末に退部。昌虎の駅伝団結成に協力を申し出る。
水城 さくら（みずき - ）
1年生。現在は別のクラスだが中等部時代に夏澄と同じクラスだったことがある眼鏡っ娘。何もしなくてもブラウスのボタンが弾け飛ぶほどの巨乳がコンプレックスで、バストサイズを小さくすることが女子陸上部に入部した動機であると述べたことを理由に強制退部させられ、駅伝団への参加を希望する。
霧島 柚子里（きりしま ゆずり）
2年生。ストレートの艶やかな黒髪が特徴の不思議ちゃん。常に肌身離さず持ち歩いている手鏡を通じて未来を予知することが出来ると本人は主張しており、手鏡の導きに従って駅伝団への参加を申し出る。実戦では、華奢な体格からは想像し難い常に安定したペースの走りを見せる。
ソフィア・ド・イスカテオ・フランバーグ・山田（ - やまだ）
1年生。日本人の父親とヨーロッパ某国出身の母親との間に生まれた帰国子女。清楚な容姿とプライベートを公にしたがらない性格のため資産家の令嬢と思われているが、実は貧乏な家庭で同居する従弟・従妹たちの生活費を稼ぐため朝夕、覆面を付けて新聞配達に勤しんでいた。実戦では、新聞配達で鍛えた脚力を評価され第一走者に抜擢される。
新堂 冬（しんどう ふゆ）
1年生。昌虎や夏澄とは初等部自体からの腐れ縁で、夏澄とは女子陸上部員同士で交友関係が続いているものの昌虎とは疎遠気味な状態であった。しかし、駅伝団員をエントリー期限までに5人揃えられそうも無いと諦観し、最後の手段に出ようとしていた昌虎を見かねて女子陸上部を退部し、駅伝団に参加する。ツンデレ。
名前が「冬」であることからイメージカラーの白にこだわりが有る。

### その他の人物
二階堂 ミナ（にかいどう - ）
女子陸上部長。新入部員に対しても情け容赦無く、やる気が無いと判断した部員を次々に強制退部に追い込むことで恐れられている鬼部長。昌虎に対しては中等部時代からの活躍に注目していたが、"鈍いの呪い"を掛けられた直後の地区予選での醜態を目の当たりにしてからは軽侮の対象となっている。
相良 新太郎（さがら しんたろう）
男子陸上部長。ハンマー投の選手で、身長190cmを超える巨漢。突如として成績不振に陥った昌虎のことを不審に思いつつも気遣いを見せる熱血漢。
皆川 涼子（みながわ りょうこ）
夏澄の母で、皆川総合病院の院長。本人に悪気は無いものの、昌虎に対してカメラを片手にセクハラ紛いの診察をしたがる癖がある。
二階堂 咲子（にかいどう さきこ）
長倉スポーツ愛好会の会長で、女子陸上部長・ミナの母。長倉学園のOGで現在も愛好会のメンバーを率いて長倉シルバーレディ走友会と共に「乙女駅伝」の伝統維持に務めているが、エントリーに際して駅伝団と口論になり「最下位になったチームは解散」という条件で勝負を挑んで来る。
相良 キク（さがら - ）
長倉シルバーレディ走友会の会長で、男子陸上部長・新太郎の祖母。咲子と同様、長倉学園のOGで老人とは思えないほどの健脚ぶりを見せる。

## 書誌情報
- 2008年8月11日初版 ISBN 9784059035190